# Madignano
Madignano (lombardul: Madignà) település Olaszországban, Lombardia régióban, Cremona megyében. Lakosainak száma 2762 fő (2023. január 1.). Madignano Crema, Ripalta Arpina, Castelleone, Izano és Ripalta Cremasca községekkel határos.

## Népesség
A település lakossága az elmúlt években az alábbi módon változott:
| Lakosok száma | 2949 | 2898 | 2847 | 2762 |
|               | 2013 | 2017 | 2018 | 2023 |